# Phare des îles Secas
Le phare des îles Secas (en espagnol : Faro de Isla Secas) est un phare actif situé sur les îles Secas, dans la province de Chiriquí. Il est géré par la Panama Canal Authority 

## Histoire
Les îles Secas est un petit archipel inhabité du golfe de Chiriquí au nord de l'île Coiba. C'est une réserve marine protégée. C'est un phare automatique, situé au nord de l'archipel, fonctionnant à l'énergie solaire.

## Description
Ce phare est une tour pyramidale métallique à claire-voie, avec une galerie et une balise de 20 m de haut. La tour est peinte en blanc. Il émet, à une hauteur focale de 63 m, un long éclat blanc par période de 9 secondes. Sa portée est de 15 milles nautiques (environ 28 km).
Identifiant : ARLHS : PAN010 - Amirauté :
G3267 - NGA : 111-0024 .

### Lien connexe
- Liste des phares du Panama